# 1626
1626 (MDCXXVI) byl rok, který dle gregoriánského kalendáře započal čtvrtkem.

## Události
- 25. dubna  – Třicetiletá válka: Valdštejn rozdrtil Mansfeldovo vojsko v bitvě u Desavy.

### Probíhající události
- 1568–1648 – Nizozemská revoluce
- 1568–1648 – Osmdesátiletá válka
- 1618–1648 – Třicetiletá válka
- 1619–1626 – Povstání Gabriela Betlena

## Narození

#### Česko
- 12. února – Jan Kořínek, jezuitský kněz, filozof a spisovatel († 12. srpna 1680)
- 26. listopadu – Matthaeus Zeidler, jezuitský teolog, rektor olomoucké univerzity († 12. června 1697)
- neznámé datum
  - Petr Strozzi, hrabě, diplomat, vojenský velitel a dědic hořického panství († 1644)

Kristýna I. Švédská (* 18. prosince)

#### Svět
- 09. ledna – Armand Jean Le Bouthillier de Rancé, francouzský teolog, zakladatel řádu trapistů († 27. října 1700)
- 05. února – Marie de Sévigné, francouzská šlechtična, spisovatelka († 17. dubna 1696)
- 18. února – Francesco Redi, italský lékař a přírodovědec († 1. března 1697)
- 12. března – John Aubrey, anglický starožitník a spisovatel († 7. července 1697)
- 21. března – Pedro de Betancur, španělský františkánský mnich a misionář, katolický světec († 25. dubna 1667)
- 05. dubna – pokřtěn Jan van Kessel starší, vlámský malíř († 17. dubna 1679)
- 12. května – Louis Hennepin, francouzský misionář a cestovatel († 1705)
- 17. května – Eleonora Kateřina Falcká, švédská princezna († 3. března 1692)
- 27. května – Vilém II. Oranžský, místodržitel Spojených provincií nizozemských († 6. listopadu 1650)
- 17. června – Henrietta Marie Falcká, falcká princezna, hraběnka z Mukačeva († 18. září 1651)
- 01. srpna – Šabtaj Cvi, zakladatel židovské sekty sabatiánů († 17. září 1676)
- 12. srpna – pokřtěn Giovanni Legrenzi, italský varhaník a hudební skladatel († 27. května 1690)
- 04. října – Richard Cromwell, lord protektor Anglie, Skotska a Irska († 12. července 1712)
- 18. prosince – Kristýna I. Švédská, švédská královna († 19. dubna 1689)
- neznámé datum
  - Jan Steen, holandský malíř (pohřben 3. února 1679)
  - Johan Kusser st., slovenský evangelický kantor († 1696)
  - Klara Žižić, chorvatská římskokatolická řeholnice († 21. září 1706)

## Úmrtí

#### Česko
- 30. ledna – popravena Anna Marie Kaprová z Kaprštejna, šlechtična (* kolem 1600)
- 28. února – Václav III. Kinský, šlechtic a předek dnešního rodu Kinských (* 1572)
- 26. března – Lev Burian Berka z Dubé, šlechtic (* 1586/90)
- 22. května – Václav Pantaleon Kirwitzer, astronom a jezuitský misionář (* 1588)
- 25. září – Mikuláš Dačický z Heslova, český spisovatel a šlechtic (* 23. prosince 1555)
- neznámé datum
  - Adam Zapský ze Zap, šlechtic a rytíř (* cca 1600)
  - Vilém starší Popel z Lobkowicz, šlechtic z tachovské větve Lobkoviců (* 1567)
  - Šimon Žlutický, literát a obchodník v Rakovníku (* ?)

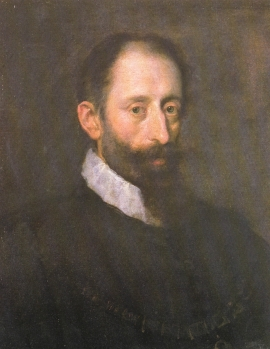
Vilém V. Bavorský († 7. února)

#### Svět
- 07. února – Vilém V. Bavorský, bavorský vévoda (* 29. září 1548)
- 20. února – pohřben John Dowland, anglický hudební skladatel a loutnista (* v prosinci 1562)
- 09. dubna – Sir Francis Bacon, anglický filosof, vědec a státník (* 22. ledna 1561)
- 11. dubna – Marin Getaldić, chorvatský a dubrovnický matematik a fyzik (* 2. října 1568)
- 28. května – Thomas Howard, 1. hrabě ze Suffolku, anglický admirál a šlechtic (* 24. srpna 1561)
- 03. června – Juan de Oñate, španělský cestovatel, první guvernér provincie Nové Španělsko a Nové Mexiko (* 1552)
- 16. června – Kristián Brunšvický, halberstadtský luteránský biskup, vévoda brunšvicko-wolfenbüttelský, vojevůdce (* 20. září 1599)
- 27. července – Ludvík V. Hesensko-Darmstadtský, německý šlechtic a lankrabě (* 24. září 1577)
- 13. srpna – Marie Brunšvicko-Lüneburská, sasko-lauenburská vévodkyně (* 13. ledna 1566)
- 28. srpna – Isabela Savojská, savojská princezna (* 11. března 1591)
- 30. září – Nurhači, zakladatel mandžuského státu, Čchingské říše (* 1559)
- 30. října – Willebrord Snellius, nizozemský matematik a fyzik (* 13. června 1580)
- 25. listopadu – Jakub Spanmüller, jezuitský filolog a pedagog (* 1542)
- 29. listopadu – Petr Arnošt II. Mansfeld, vojevůdce na straně protihabsburského odboje (* 1580)
- 13. prosince – Adrian de Vries, nizozemský sochař (* 1556)
- neznámé datum
  - Martin Pansa, německý lékař a spisovatel (* 1580)
  - Johan Titelius, německý evangelicko-luteránský duchovní a dramatik (* ?)
  - Johannes Bach, německý hudebník a člen rodiny Bachů (* cca 1550)
  - Anna Koltovská, ruská carevna, čtvrtá manželka Ivana IV. Hrozného (* ?)
  - Marie Bujnosová-Rostovská, ruská carevna, manželka Vasilije IV. (* ?)
  - Kao Pchan-lung, čínský neokonfuciánský filozof a politik (* 1562)

## Hlavy států
- Anglie – Karel I. (1625–1649)
- Francie – Ludvík XIII. (1610–1643)
- Habsburská monarchie – Ferdinand II. (1619–1637)
- Osmanská říše – Murad IV. (1623–1640)
- Polsko-litevská unie – Zikmund III. Vasa (1587–1632)
- Rusko – Michail I. (1613–1645)
- Španělsko – Filip IV. (1621–1665)
- Švédsko – Gustav II. Adolf (1611–1632)
- Papež – Urban VIII. (1623–1644)
- Perská říše – Abbás I. Veliký